# Torben Blech
Pour les articles homonymes, voir Blech.
Torben Blech (né le 15 février 1995 à Siegen) est un athlète allemand, spécialiste du saut à la perche.

## Biographie
Ancien décathlonien, il participe aux championnats d'Europe U23 dans cette discipline en 2017. Il y termine 9e avec un total de 7675 points. Il se tourne ensuite vers le saut à la perche. Il remporte une médaille d'argent lors de l'Universiade d'été de 2019 en franchissant une barre de 5,76 m. Qualifié pour les championnats du monde de Doha, il y est éliminé en qualifications terminant 23e avec une performance de 5,45m. 

## Palmarès
| Date | Compétition                    | Lieu      | Résultat | Épreuve          | Marque   |
| ---- | ------------------------------ | --------- | -------- | ---------------- | -------- |
| 2017 | Championnats d'Europe espoirs  | Bydgoszcz | 9e       | Décathlon        | 7675 pts |
| 2019 | Universiade d'été              | Naples    | 2e       | Saut à la perche | 5,76 m   |
| 2019 | Championnats du monde          | Doha      | 23e      | Saut à la perche | 5,45 m   |
| 2021 | Championnats d'Europe en salle | Toruń     | 9e       | Saut à la perche | 5,60 m   |
| 2021 | Jeux olympiques                | Tokyo     | 25e      | Saut à la perche | 5,30 m   |
| 2022 | Championnats du monde en salle | Belgrade  | 13e      | Saut à la perche | 5,60 m   |
| 2022 | Championnats d'Europe          | Munich    | 8e       | Saut à la perche | 5,50 m   |
| 2023 | Championnats d'Europe en salle | Istanbul  | 4e       | Saut à la perche | 5,80 m   |

## Records
| Épreuve          | Épreuve   | Marque | Lieu       | Date            |
| ---------------- | --------- | ------ | ---------- | --------------- |
| Saut à la perche | Plein air | 5,82 m | Leverkusen | 25 mai 2024     |
| Saut à la perche | Salle     | 5,86 m | Düsseldorf | 31 janvier 2021 |